# Рональд Генрі Сторрз
Сер Рональд Генрі Амгерст Сторрз (англ. Sir Ronald Henry Amherst Storrs; 1881–1955) — британський дипломат, секретар посольства в Каїрі, військовий губернатор Єрусалиму, губернатор Кіпру, губернатор Північної Родезії.

## Біографія
Старший син Джона Сторрза, настоятеля кафедрального собору в Рочестері. Рональд Сторрз здобув освіту в публічній школі Чартерхаус і коледжі Пемброк при Кембриджському університеті.

### Єгипет
Сторрз надійшов на службу в Міністерство фінансів уряду Єгипту в 1904 році. Через п'ять років став Східним секретарем британського посольства, змінивши Гаррі Бойла на цій посаді. У 1917 році Сторрз став офіцером з політичних питань, який представляв єгипетські експедиційні війська в Месопотамії. Виконуючи повноваження офіцера зв'язку в англо-французькій місії в Багдаді і Месопотамії, він зустрічався з Гертрудою Белл і сером Персі Коксом.
Сторрз виявляв класичну британську стриманість в переговорах з лідерами численних племінних союзів, намагаючись взяти їх під контроль в Великій грі.
Під час Першої світової війни Сторрз був членом Арабського бюро і брав участь в переговорах між Хусейном бен Алі і британським урядом з приводу організації арабського повстання в Месопотамії проти Османської імперії. Він сумнівався в реалістичності амбіцій Хусейна бен Алі з приводу сили і численності арабського повстання проти турків, а також наполягав на тому, що Сирія і Палестина повинні були відійти до складу контрольованого британцями Єгипту. Однак цей план не був реалізований.

### Палестина
У 1917 році Сторрз отримав звання полковника і став, за його власними словами, «першим військовим губернатором Єрусалиму з часів Понтія Пілата». У 1921 році він став цивільним губернатором Єрусалиму та Юдеї. В обох статусах він спробував маневрувати між підтримкою сіонізму і забезпеченням прав арабських жителів Палестини, заслуживши тим самим неприязнь обох сторін. Сторрз також присвячував значну частину свого часу культурним питанням — брав участь в плануванні міста і заснував Єрусалимське товариство, покликане піклуватися культурною спадщиною Єрусалиму.
У 1919 році Сторрз став кавалером італійського ордена Корони.

### Кіпр і Родезія
У 1926—1932 роках Сторрз був губернатором і командувачем військами на Кіпрі. У цей період відбулася спроба антибританського повстання (1931), в ході якого був спалений Палац уряду. У 1932 році він був призначений губернатором Північної Родезії, а в 1934 році пішов у відставку за станом здоров'я.

### Останні роки
Сторрз був одним з шести чоловік, які несли труну на похоронах Лоуренса Аравійського в 1935 році. У 1937 році він опублікував свої мемуари, в 1937—1945 роках був членом Лондонської міської ради. Під час Другої світової війни співпрацював з Міністерством інформації. Сторрз помер у 1955 році і похований в церкві Святого Іоанна Хрестителя в Пебмарше.